# Départements exécutifs des Philippines
Les Départements exécutifs des Philippines sont le plus grand composant de la branche exécutive nationale du gouvernement des Philippines. Ils comprennent les 19 départements d'état qui suivent. Ces départements englobent la plus grande partie de la bureaucratie nationale.

## Liste des Départements actuels
- Département de la réforme agraire (DAR)
- Département de l'agriculture (DA)
- Département du budget et de la gestion (DBM)
- Département de l'éducation (DepEd)
- Département de l'énergie (DOE)
- Département de l'environnement et des ressources naturelles (DENR)
- Département des finances (DOF)
- Département des affaires étrangères (DFA)
- Département de la santé (DOH)
- Département de l'intérieur et des gouvernements locaux (DILG)
- Département de la Justice (DOJ)
- Département du travail et de l'emploi (DOLE)
- Département de la défense nationale (DND)
- Département des travaux publics et des autoroutes (DPWH)
- Département de la science et de la technologie (DOST)
- Département du bien-être social et du développement (DSWD)
- Département du tourisme (DOT)
- Département du commerce et de l'industrie (DTI)
- Département du transport et des communications (DOTC)